# Hôtel de ville de Stockholm
L'hôtel de ville de Stockholm (en suédois Stockholms stadshus ou localement Stadshuset) est le bâtiment du conseil municipal de Stockholm en Suède. Il se situe à la pointe est de l'île de Kungsholmen en bordure du lac Mälar.

## Architecture
Conçu par l'architecte Ragnar Östberg, il fut construit entre 1911 et 1923. C'est une réinterprétation libre des hôtels de ville médiévaux de style gothique en brique, typiques des villes hanséatiques d'Europe du Nord, comme ceux de Toruń et de Gdańsk. Ce style médiéval est également répandu en Suède et considéré comme un style national. On peut y voir aussi des liens avec le Palazzo Pubblico de Sienne en Italie, ou même le palais des Doges de Venise pour l'aspect des baies et des arcades. Les hôtels de ville de Berlin et de Copenhague, construits auparavant au XIXe siècle, sont fondés sur les mêmes références et l'ont également influencé. Il est constitué de huit millions de briques rouges et est organisé autour de deux grandes places (piazza) : la « Cour des citadins » (Borgargården) en extérieur et le « Hall bleu » (Blå hallen) en intérieur. 
Les murs du « Hall bleu » devaient initialement être peints en bleu — d'où son nom — mais Östberg changea d'avis en cours de construction et conserva finalement la couleur brique qu'il trouvait plus jolie. Ce hall est célèbre pour accueillir le banquet qui suit la cérémonie de remise des prix Nobel le 10 décembre de chaque année. Il contient également l'un des plus grands orgues d'Europe du Nord (10 000 tuyaux et 135 jeux). 
La « Salle dorée » (Gyllene salen) surplombe le Hall bleu. Ses murs sont recouverts de plus de dix-huit millions de morceaux de verre et d'or. À l'origine, sa construction devait durer sept ans mais cette durée fut raccourcie à deux ans pour pouvoir livrer le bâtiment à temps. Il en résulte quelques erreurs dans des dessins de la mosaïque. La salle peut accueillir jusqu'à 700 places assises lors de banquets. 
Au sommet de ses 106 mètres, la tour du bâtiment est surmontée des trois couronnes, ancien symbole de la Suède. Östberg souhaitait que la hauteur de la tour dépasse celle de l’hôtel de ville de Copenhague, haute de 105,6 mètres. 
Au sud-ouest de l'hôtel de ville se trouve une colonne d'environ 20 mètres de haut supportant une statue d'Engelbrekt Engelbrektsson.

## Galerie

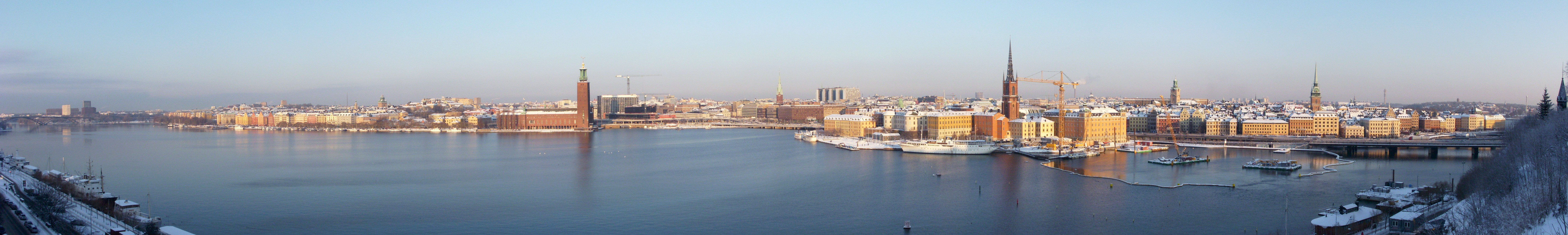

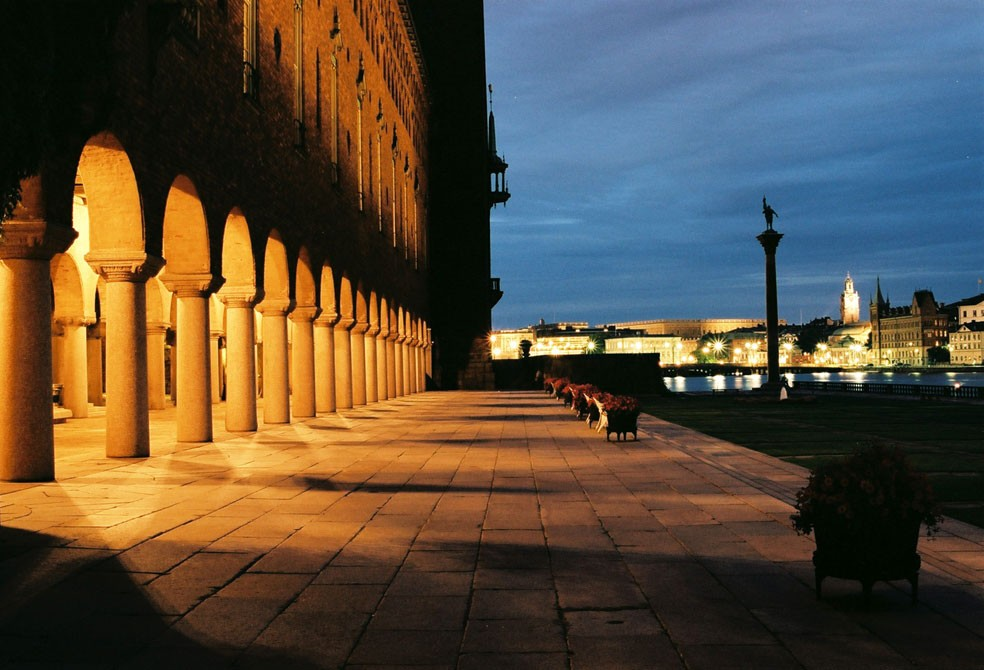
L'hôtel de ville de Stockholm de nuit
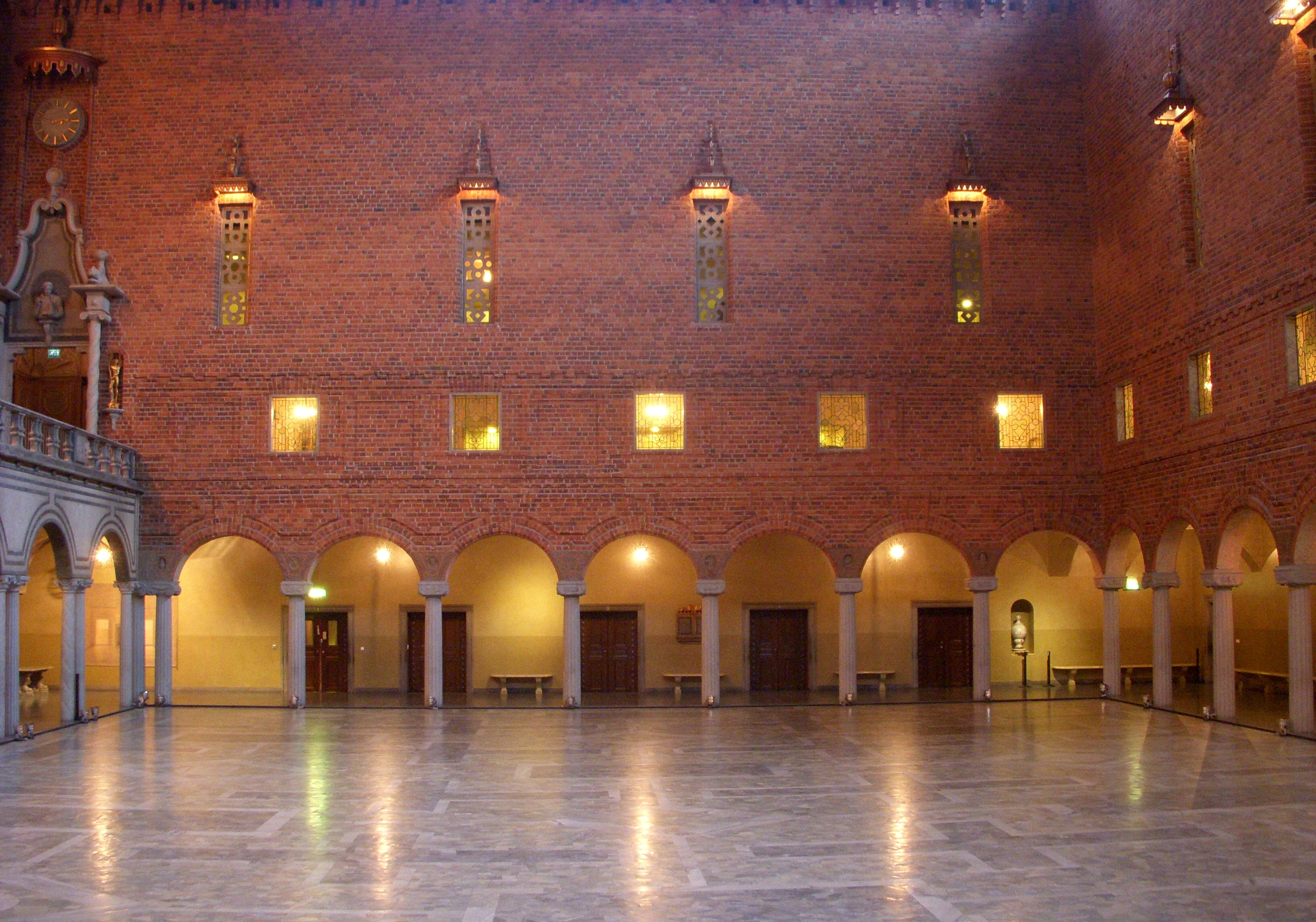
Le Hall bleu
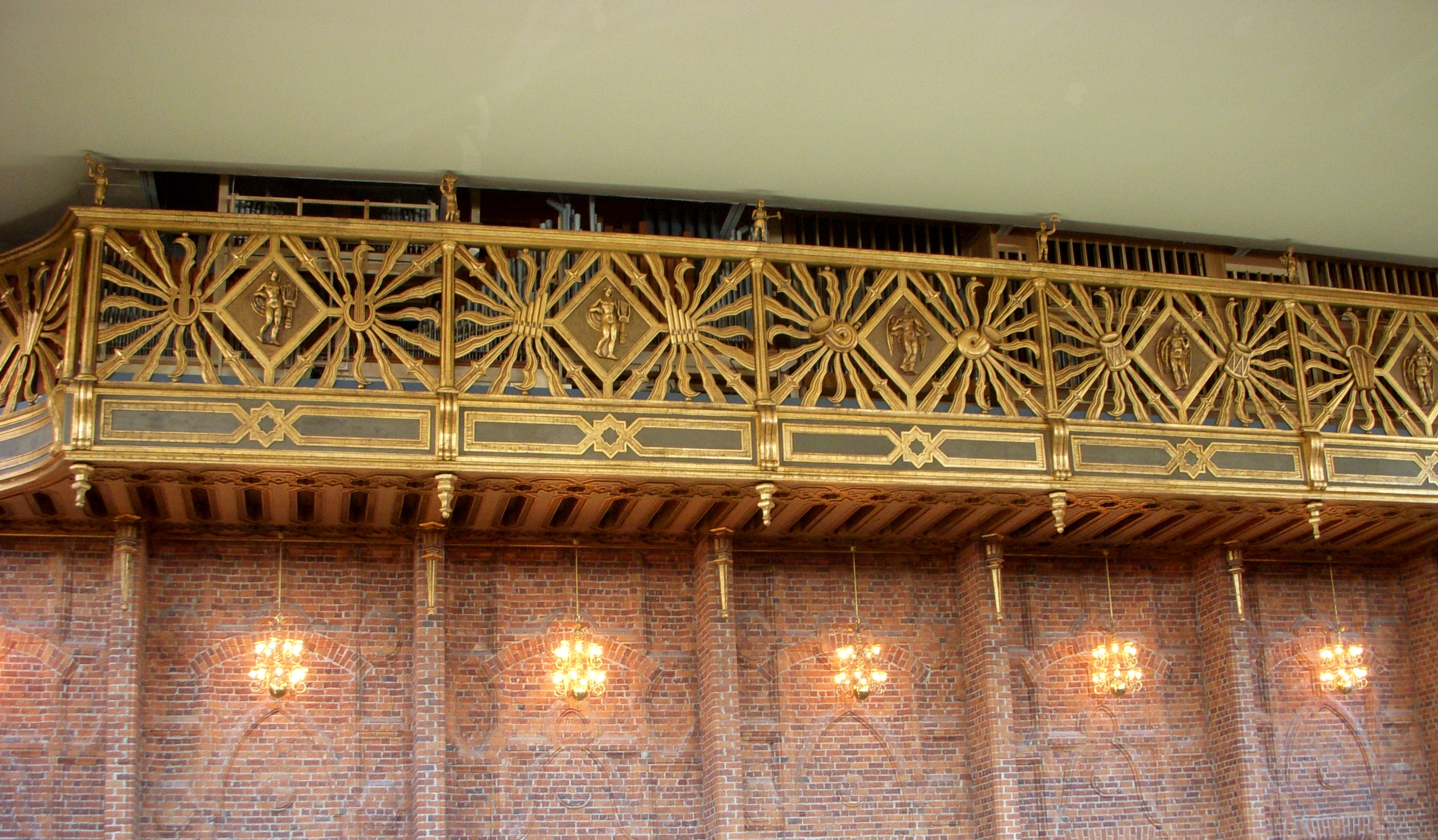
L'orgue du Hall bleu
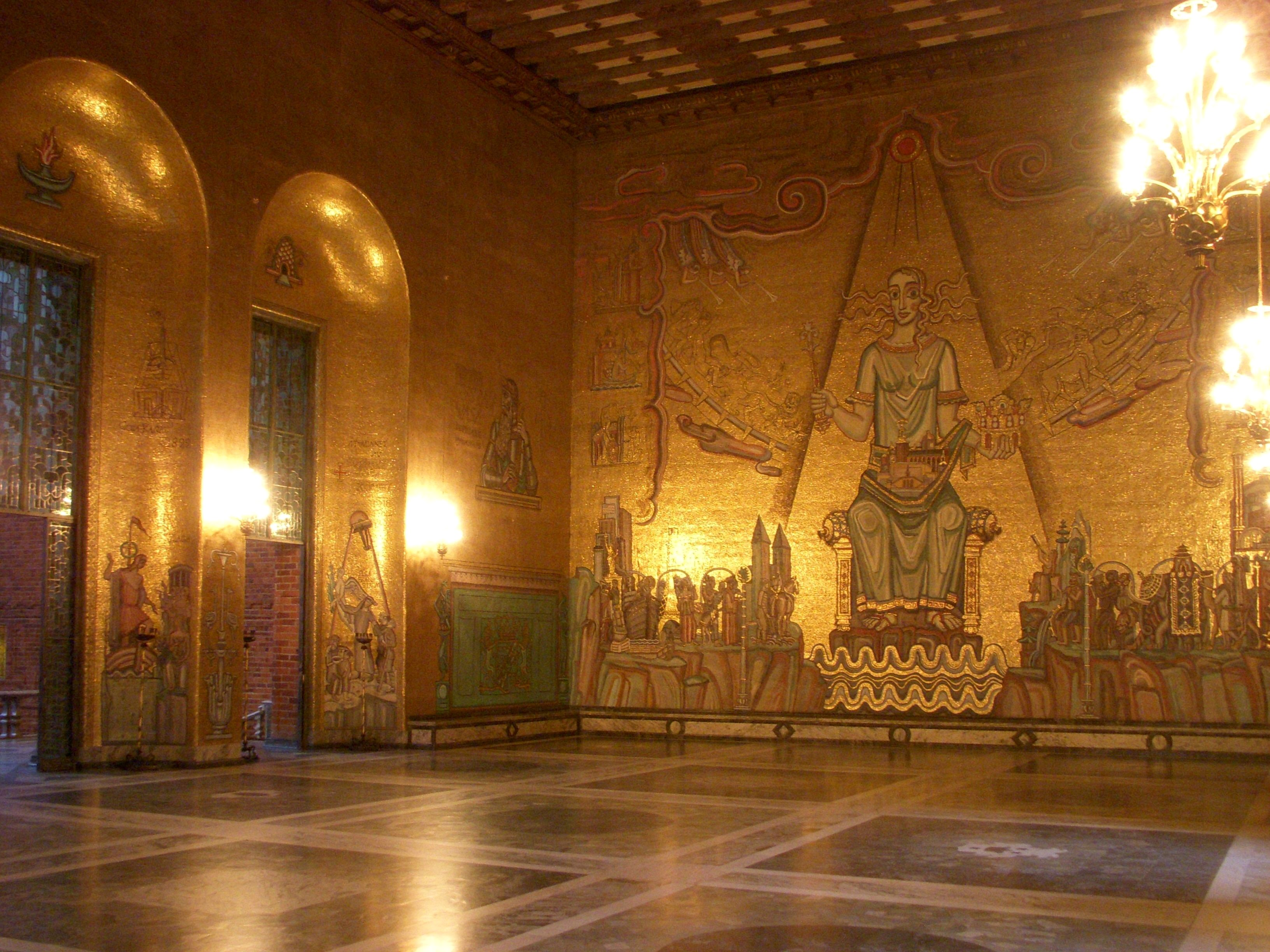
La reine du Mälar, Stockholm, reçoit l'hommage de l'Orient et de l'Occident dans la Salle dorée